# Labergement-lès-Seurre
Labergement-lès-Seurre ist eine französische Gemeinde mit 1012 Einwohnern (Stand 1. Januar 2022) im Département Côte-d’Or in der Region Bourgogne-Franche-Comté. Sie gehört zum Arrondissement Beaune und zum Kanton Brazey-en-Plaine.

## Geographie
Die Gemeinde liegt rund 20 Kilometer östlich von Beaune und hat einen kurzen Grenzabschnitt mit dem benachbarten Département Saône-et-Loire. Nachbargemeinden sind Bagnot im Norden, Pouilly-sur-Saône im Osten, Jallanges und Trugny im Südosten, Chivres im Süden, Palleau im Südwesten (Dép. Saône-et-Loire), Corberon und Corgengoux im Westen sowie Montmain im Nordwesten.
An der südöstlichen Gemeindegrenze verläuft der Fluss Saône, einige kleinere Bäche (z. B. Genotte und Ruisseau de la Deuxième Raie) entwässern das Gemeindegebiet zur Saône. Im Westen und Norden befinden sich größere Waldgebiete, wo sich besonders im Norden auch mehrere Seen erstrecken.
Der Gemeindehauptort liegt an der D115H, das Zentrum befindet sich östlich neben der Rue de l’Église.

## Bevölkerungsentwicklung
| Jahr                       | 1968 | 1975 | 1982 | 1990 | 1999 | 2006 | 2016 |
| Einwohner                  | 718  | 663  | 723  | 785  | 795  | 896  | 999  |
| Quellen: Cassini und INSEE |      |      |      |      |      |      |      |